# Jos Smeets
Jos Smeets (1966–) holland labdarúgó. Az 1986–87-es szezonban a Szombathelyi Haladás játékosa volt. Fia, Bryan szintén labdarúgó.